# クイーンズランド州副首相
クイーンズランド州副首相 (Deputy Premier of Queensland) は、オーストラリア連邦クイーンズランド州の自治政府の副首相である。

## 一覧
| 氏名                           | 就任           | 政党                       |
| ------------------------------ | -------------- | -------------------------- |
| アンドルー・ヘンリー・バーロウ | 1903年9月17日  | 自由党、キッズソン         |
| ディグビー・デナム             | 1907年11月19日 | 保守党                     |
| アンドルー・ヘンリー・バーロウ | 1908年2月19日  | キッズソン、Ministerial    |
| ディグビー・デナム             | 1909年6月22日  | Ministerial                |
| トーマス・オサリヴァン         | 1911年2月7日   | Ministerial、自由党        |
| テッド・セオドア               | 1915年6月1日   | 労働党                     |
| ジョン・フィエリー             | 1919年10月22日 | 労働党                     |
| ウィリアム・ギリーズ           | 1922年2月8日   | 労働党                     |
| ウィリアム・マコーマック       | 1925年2月26日  | 労働党                     |
| ウィリアム・フォーガン・スミス | 1925年10月22日 | 労働党                     |
| レジナルド・キング             | 1929年5月21日  | CPNP                       |
| パーシー・ピーズ               | 1932年6月18日  | 労働党                     |
| フランク・クーパー             | 1940年9月24日  | 労働党                     |
| ネッド・ハンロン               | 1942年9月16日  | 労働党                     |
| テッド・ウォルシュ             | 1946年3月7日   | 労働党                     |
| ヴィンス・ガイア               | 1947年5月15日  | 労働党                     |
| トム・フォーリー               | 1952年1月17日  | 労働党                     |
| ジョン・ダガン                 | 1953年3月16日  | 労働党                     |
| テッド・ウォルシュ             | 1957年6月7日   | クイーンズ労働党           |
| ケネス・モリス                 | 1957年8月12日  | 自由党                     |
| アラン・マンロー               | 1963年9月26日  | 自由党                     |
| ゴードン・チョーク             | 1965年12月23日 | 自由党                     |
| ジョー・ビェルク＝ピーターセン | 1968年8月1日   | 国民党                     |
| ゴードン・チョーク             | 1968年8月8日   | 自由党                     |
| ウィリアム・ノックス           | 1976年8月13日  | 自由党                     |
| ルウェリン・エドワーズ         | 1978年10月9日  | 自由党                     |
| ビル・ガン                     | 1983年8月19日  | 国民党                     |
| トム・バーンズ                 | 1989年12月7日  | 労働党                     |
| ジョーン・シェルドン           | 1996年2月19日  | 自由党                     |
| ジム・エルダー                 | 1998年6月26日  | 労働党                     |
| ポール・ブラディ               | 2000年11月22日 | 労働党                     |
| テリー・マッケンロート         | 2000年11月30日 | 労働党                     |
| アンナ・ブライ                 | 2005年7月28日  | 労働党                     |
| ポール・ルーカス               | 2007年9月13日  | 労働党                     |
| アンドルー・フレイザー         | 2011年9月16日  | 労働党                     |
| ジェフ・シーニー               | 2012年3月26日  | クイーンズランド自由国民党 |